# Bandeira (Wasserfall)
Der Bandeira (portugiesisch für „Flagge“) ist ein Wasserfall beim osttimoresischen Ort Atsabe. Er befindet sich an der Straße von Atsabe nach Letefoho.
Der kleine Mota Bandeira (tetum Bandeira-Fluss) stürzt über eine Steilwand in den Magapu, einen Nebenfluss des Lóis, Osttimors größtes Flusssystem. Die Steilwand liegt an der Grenze zwischen den Sucos Baboi Leten und Baboi Craic (Verwaltungsamt Atsabe, Gemeinde Ermera).

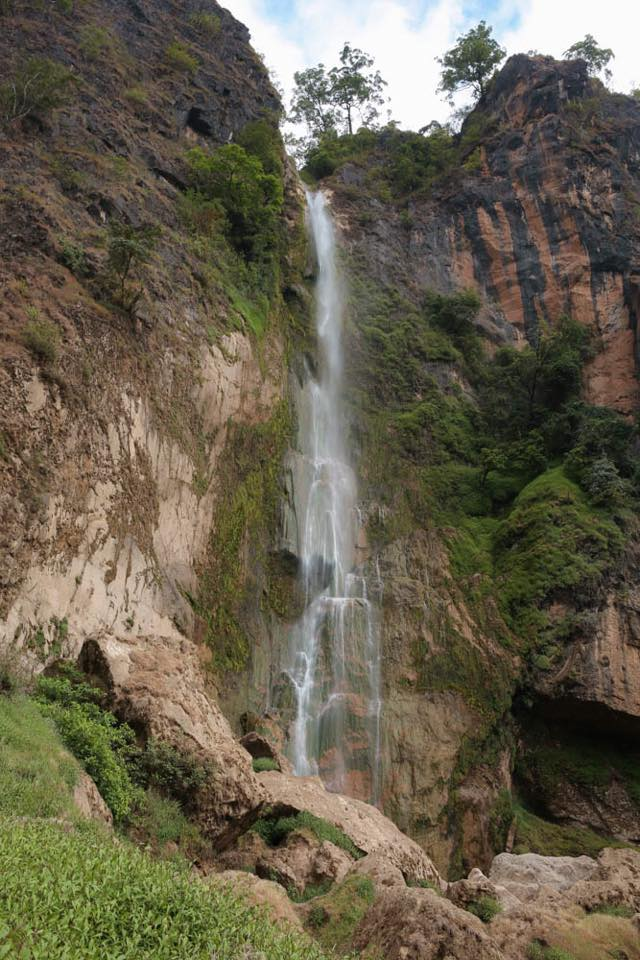
Der Bandeira
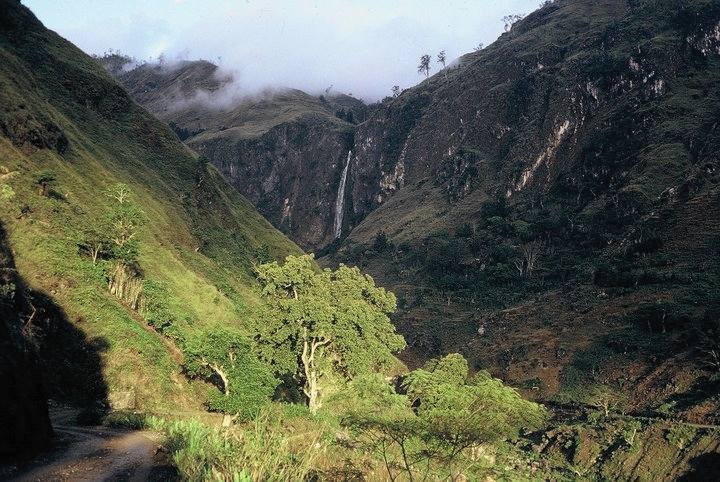
Fernansicht
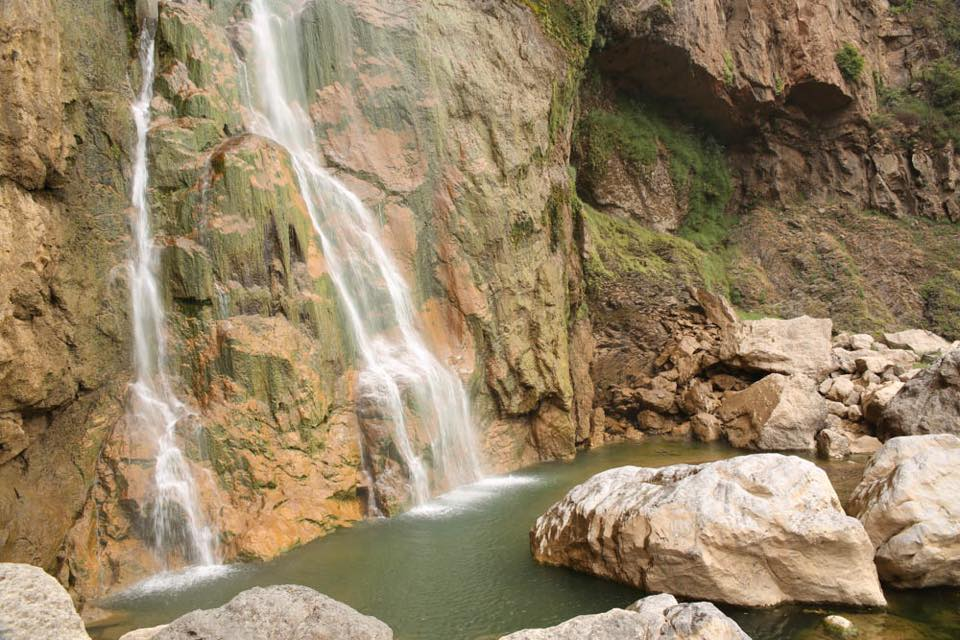
Am unteren Ende des Wasserfalls